# AutoZug
AutoZug è un servizio, per lo più internazionale, di un treno passeggeri con auto al seguito. Il convoglio è dotato sia di vetture passeggeri (molto spesso vagoni letto o cuccette) sia di carri per il trasporto di veicoli su gomma. Le distanze percorse sono di solito lunghe e lo scopo è di evitare agli utenti, molto spesso turisti, l'affaticamento dei lunghi percorsi di avvicinamento e di evitare l'intasamento della rete viaria.

## Storia

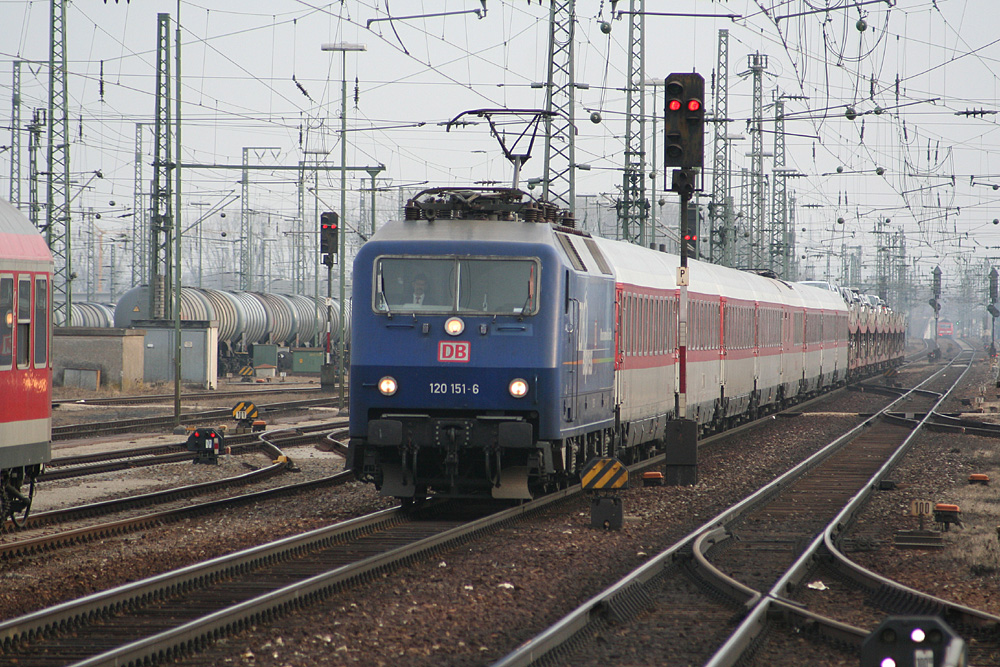
AutoZug tedesco

La prima esperienza nel settore fu in Germania che nel 1930 iniziò un servizio di traffico automobilistico bagagli.
Nel 1940 nacquero i carri pianali a due piani per il trasporto auto. Nel 1955 venne attivato un servizio tra Londra e Perth. Il 25 giugno 1956 si iniziò a coprire la tratta Amburgo – Chiasso. Nello stesso anno vennero aperte al servizio anche le linee tra Ostenda e Monaco di Baviera nonché tra Roma e Milano. L'anno seguente fu il turno della Francia, con la linea Boulogne-Lione. Nel 1966 in Europa occidentale si annoveravano in totale 68 relazioni. Nel 1973, anno della prima crisi petrolifera, le relazioni servite erano 163 e i veicoli trasportati erano 185 500.

## In Italia
Il servizio di auto al seguito, in Italia svolto da Trenitalia, cessò definitivamente a partire dall'11 dicembre 2011, con l'entrata in vigore del nuovo orario invernale. Per la fine 2012 era previsto il ritorno del servizio mediante la categoria TrenHotel di Arenaways. Tuttavia, a seguito di problemi legati alla società, la partenza non è mai avvenuta.